# 女子テニス選手一覧
女子テニス選手一覧は、女子テニス選手をアルファベット順に並べたものである。

## A
- ネリー・アダムソン・ランドリー (Nelly Adamson Landry) （ベルギー → フランス）
- ダフネ・アクハースト (Daphne Akhurst) （オーストラリア）
- エカテリーナ・アレクサンドロワ (Ekaterina Alexandrova) （ロシア）
- リリ・デ・アルバレス (Lili de Alvarez) （スペイン）
- アクグル・アマンムラドワ (Akgul Amanmuradova) （ウズベキスタン）
- ビアンカ・アンドレースク (Bianca Andreescu) （カナダ）
- マレット・アニ (Maret Ani) （エストニア）
- アマンダ・アニシモバ (Amanda Anisimova) （アメリカ）
- サンヤ・アンチッチ (Sanja Ančić) （クロアチア）
- 青山修子 (Shuko Aoyama) （日本）
- サビーネ・アペルマンス (Sabine Appelmans) （ベルギー）
- 新井麻葵 (Maki Arai) （日本）
- ニコル・アレント (Nicole Arendt) （アメリカ）
- ララ・アルアバレナ (Lara Arruabarrena) （スペイン）
- ソフィア・アルビドソン (Sofia Arvidsson) （スウェーデン）
- 浅越しのぶ (Shinobu Asagoe) （日本）
- ジュリエット・アトキンソン (Juliette Atkinson) （アメリカ）
- キャスリーン・アトキンソン (Kathleen Atkinson) （アメリカ）
- シリー・アウセム (Cilly Aussem) （ドイツ）
- トレーシー・オースチン (Tracy Austin) （アメリカ）
- ビクトリア・アザレンカ (Victoria Azarenka) （ベラルーシ）

## B
- ティメア・バボシュ (Tímea Babos) （ハンガリー）
- ティメア・バシンスキー (Timea Bacsinszky) （スイス）
- パウラ・バドサ (Paula Badosa) （スペイン）
- エレナ・バルタチャ (Elena Baltacha) （イギリス）
- シビル・バンマー (Sybille Bammer) （オーストリア）
- モード・バーガー＝ウォラック (Maud Barger-Wallach) （アメリカ）
- スー・バーカー (Sue Barker) （イギリス）
- モナ・バルテル (Mona Barthel) （ドイツ）
- マリオン・バルトリ (Marion Bartoli) （フランス）
- アシュリー・バーティ (Ashleigh Barty) （オーストラリア）
- カーリン・バセット＝セグソ (Carling Bassett-Seguso) （カナダ）
- ヤユク・バスキ (Yayuk Basuki) （インドネシア）
- アニカ・ベック (Annika Beck) （ドイツ）
- ダヤ・ベダノワ (Dája Bedáňová) （チェコ）
- イリーナ＝カメリア・ベグ (Irina-Camelia Begu) （ルーマニア）
- ジェラルディン・ビーミッシュ (Geraldine Beamish) （イングランド）
- キャサリン・ベリス (Catherine Bellis) （アメリカ）
- ベリンダ・ベンチッチ (Belinda Bencic) （スイス）
- イベタ・ベネソバ (Iveta Benešová) （チェコ）
- キキ・ベルテンス (Kiki Bertens) （オランダ）
- ポーリーン・ベッツ (Pauline Betz) （アメリカ）
- メアリー・ベヴィス・ホートン (Mary Bevis Hawton) （オーストラリア）
- ブランチ・ビングリー (Blanche Bingley) （イングランド）
- カーラ・ブラック (Cara Black) （ジンバブエ）
- シャーリー・ブルーマー (Shirley Bloomer) （イギリス）
- アリョーナ・ボンダレンコ (Alona Bondarenko) （ウクライナ）
- マノン・ボーラグラフ (Manon Bollegraf) （オランダ）
- アリオナ・ボルソバ (Aliona Bolsova) （モルドバ → スペイン）
- カテリナ・ボンダレンコ (Kateryna Bondarenko) （ウクライナ）
- リサ・ボンダー (Lisa Bonder) （アメリカ）
- フィオレラ・ボニセジ (Fiorella Bonicelli) （ウルグアイ）
- クリスティ・ボーグルト (Kristie Boogert) （オランダ）
- ドラ・ブースビー (Dora Boothby) （イングランド）
- ウージニー・ブシャール (Eugenie Bouchard) （カナダ）
- コルネリア・ボウマン (Kornelia Bouman) （オランダ）
- エレーナ・ボビナ (Elena Bovina) （ロシア）
- エスナ・ボイド (Esna Boyd) （オーストラリア）
- マディソン・ブレングル (Madison Brengle) （アメリカ）
- マルグリット・ブロクディス (Marguerite Broquedis) （フランス）
- ルイーズ・ブラフ (Louise Brough) （アメリカ）
- メアリー・ブラウン (Mary Browne) （アメリカ）
- マリア・ブエノ (Maria Bueno) （ブラジル）
- ドロシー・バンディ (Dorothy Bundy) （アメリカ）
- ベッティーナ・バンジ (Bettina Bunge) （ドイツ）
- コラル・バッツワース (Coral Buttsworth) （オーストラリア）
- アンジェラ・バクストン (Angela Buxton) （イギリス）
- ミハエラ・ブザルネスク (Mihaela Buzărnescu) （ルーマニア）
- パトリシア・ヒー＝ブーレ (Patricia Hy-Boulais) （カナダ）

## C
- マーベル・カーヒル (Mabel Cahill) （アイルランド）
- エルス・カレンズ (Els Callens) （ベルギー）
- マリア・エレナ・カメリン (Maria Elena Camerin) （イタリア）
- パトリシア・カニング・トッド (Patricia Canning Todd) （アメリカ）
- ジェニファー・カプリアティ (Jennifer Capriati) （アメリカ）
- メアリー・カリロ (Mary Carillo) （アメリカ）
- メアリー・カーター・レイタノ (Mary Carter Reitano) （オーストラリア）
- ロージー・カザルス (Rosie Casals) （アメリカ）
- ペトラ・チェトコフスカ (Petra Cetkovská) （チェコ）
- ベロニカ・セペデ・ロイグ (Verónica Cepede Royg) （パラグアイ）
- ヤナ・チェペロバ (Jana Čepelová) （スロバキア）
- アンナ・チャクベタゼ (Anna Chakvetadze) （ロシア）
- 詹皓晴 (Chan Hao-ching) （台湾）
- 詹詠然 (Chan Yung-Jan) （台湾）
- 趙倫貞 (Cho Yoon-Jeong) （韓国）
- 荘佳容 (Chuang Chia-Jung) （台湾）
- ドミニカ・チブルコバ (Dominika Cibulková) （スロバキア）
- ソラナ・チルステア (Sorana Cîrstea) （ルーマニア）
- キム・クライシュテルス (Kim Clijsters) （ベルギー）
- アマンダ・クッツァー (Amanda Coetzer) （南アフリカ）
- ジュリー・クワン (Julie Coin) （フランス）
- ダニエル・コリンズ (Danielle Collins) （アメリカ）
- イブリン・コリヤー (Evelyn Colyer) （イングランド）
- モーリーン・コノリー (Maureen Connolly) （アメリカ）- 女子初の年間グランドスラム達成者
- シャーロット・クーパー (Charlotte Cooper) （イングランド）
- ベリンダ・コードウェル (Belinda Cordwell) （ニュージーランド）
- アリーゼ・コルネ (Alizé Cornet) （フランス）
- マーガレット・スミス・コート (Margaret Smith Court) （オーストラリア）- 同上2人目、4大大会優勝女子歴代1位
- フィリス・コベル (Phyllis Covell) （イングランド）
- マージョリー・コックス・クロフォード (Marjorie Cox Crawford) （オーストラリア）
- テルマ・コイン・ロング (Thelma Coyne Long) （オーストラリア）
- ジル・クレイバス (Jill Craybas) （アメリカ）
- メリンダ・ツィンク (Melinda Czink) （ハンガリー）

## D
- ガブリエラ・ダブロウスキー (Gabriela Dabrowski) （カナダ）
- エレニ・ダニリドゥ (Eleni Daniilidou) （ギリシャ）
- 伊達公子 (Kimiko Date) （日本）
- リンゼイ・ダベンポート (Lindsay Davenport) （アメリカ）
- ローレン・デービス (Lauren Davis) （アメリカ）
- ナタリー・ドシー (Nathalie Dechy) （フランス）
- ケーシー・デラクア (Casey Dellacqua) （オーストラリア）
- ロザンナ・デ・ロス・リオス (Rossana de los Ríos) （パラグアイ）
- エレーナ・デメンチェワ (Elena Dementieva) （ロシア）
- ザリナ・ディアス (Zarina Diyas) （カザフスタン）
- ロッティ・ドッド (Lottie Dod) （イングランド）- ウィンブルドン最年少優勝者
- オセアヌ・ドダン (Océane Dodin) （フランス）
- 土居美咲 (Misaki Doi) （日本）
- エレナ・ドキッチ (Jelena Dokić) （オーストラリア ←→ セルビア・モンテネグロ）
- マルタ・ドマホフスカ (Marta Domachowska) （ポーランド）
- ドロテア・ダグラス・チェンバース (Dorothea Douglass Chambers) （イングランド）
- ルクサンドラ・ドラゴミル (Ruxandra Dragomir) （ルーマニア）
- アレクサンドラ・ドゥルゲル (Alexandra Dulgheru) （ルーマニア）
- ヒセラ・ドゥルコ (Gisela Dulko) （アルゼンチン）
- ジョー・デュリー (Jo Durie) （イギリス）
- フランソワーズ・デュール (Françoise Durr) （フランス）
- ベラ・ドゥシェビナ (Vera Dushevina) （ロシア）

## E
- 江口実沙 (Misa Eguchi) （日本）
- 遠藤愛 (Mana Endo) （日本）
- マリーナ・エラコビッチ (Marina Erakovic) （ニュージーランド）
- サラ・エラニ (Sara Errani) （イタリア）
- クリス・エバート (Chris Evert) （アメリカ）

## F
- ロザリン・フェアバンク (Rosalyn Fairbank) （南アフリカ）
- シルビア・ファリナ・エリア (Silvia Farina Elia) （イタリア）
- パティ・フェンディック (Patty Fendick) （アメリカ）
- ジジ・フェルナンデス (Gigi Fernández) （アメリカ）
- メアリー・ジョー・フェルナンデス (Mary Joe Fernández) （アメリカ）
- キルステン・フリプケンス (Kirsten Flipkens) （ベルギー）
- エミー・フレージャー (Amy Frazier) （アメリカ）
- シャーリー・フライ (Shirley Fry) （アメリカ）
- 不田涼子 (Ryoko Fuda) （日本）
- 藤原里華 (Rika Fujiwara) （日本）

## G
- ボニー・ガドゥセク (Bonnie Gadusek) （アメリカ）
- ヤルミラ・ガイドソバ (Jarmila Gajdošová) （スロバキア → オーストラリア）
- タチアナ・ガルビン (Tathiana Garbin) （イタリア）
- キャロリン・ガルシア (Caroline Garcia) （フランス）
- ジーナ・ガリソン (Zina Garrison) （アメリカ）
- コリ・ガウフ (Cori Gauff) （アメリカ）
- アンジェリカ・ガバルドン (Angelica Gavaldon) （メキシコ）
- ダリア・ガブリロワ (Daria Gavrilova) （ロシア → オーストラリア）
- アリシア・ギブソン (Althea Gibson) （アメリカ）- 黒人の先駆者
- カミラ・ジョルジ (Camila Giorgi) （イタリア）
- タチアナ・ゴロビン (Tatiana Golovin) （フランス）
- イボンヌ・グーラゴング (Evonne Goolagong) （オーストラリア）
- イネス・ゴロチャテギ (Inés Gorrochategui) （アルゼンチン）
- ヘレン・グーレイ (Helen Gourlay) （オーストラリア）
- オリガ・ゴボツォワ (Olga Govortsova) （ベラルーシ）
- シュテフィ・グラフ (Steffi Graf) （ドイツ）
- リタ・グランデ (Rita Grande) （イタリア）
- アンナ＝レナ・グローネフェルト (Anna-Lena Grönefeld) （ドイツ）
- カーリー・ガリクソン (Carly Gullickson) （アメリカ）
- ユリア・ゲルゲス (Julia Görges) （ドイツ）

## H
- カリナ・ハブスドバ (Karina Habšudová) （スロバキア）
- ジュリー・アラール＝デキュジス (Julie Halard-Decugis) （フランス）
- シモナ・ハレプ (Simona Halep) （ルーマニア）
- ジェイミー・ハンプトン (Jamie Hampton) （アメリカ）
- シルビア・ハニカ (Sylvia Hanika) （ドイツ）
- エディット・ハンナム (Edith Hannam) （イギリス）
- エレン・ハンセル (Ellen Hansell) （アメリカ）- 全米オープン第1回女子シングルス優勝者
- ダニエラ・ハンチュコバ (Daniela Hantuchová) （スロバキア）
- ダーリーン・ハード (Darlene Hard) （アメリカ）
- ドリス・ハート (Doris Hart) （アメリカ）
- ジョーン・ハーティガン (Joan Hartigan) （オーストラリア）
- アン・ヘイドン＝ジョーンズ (Ann Haydon-Jones) （イギリス）
- ジュリー・ヘルドマン (Julie Heldman) （アメリカ）
- ヘレン・ヘルウィッグ (Helen Hellwig) （アメリカ）
- ジュスティーヌ・エナン (Justine Henin) （ベルギー）
- ポロナ・ヘルツォグ (Polona Hercog) （スロベニア）
- ジル・ヘザリントン (Jill Hetherington) （カナダ）
- 日比万葉 (Mayo Hibi) （日本）
- 日比野菜緒 (Nao Hibino) （日本）
- マルチナ・ヒンギス (Martina Hingis) （スイス）
- 平木理化 (Rika Hiraki) （日本）
- 久松志保 (Shiho Hisamatsu) （日本）
- アンドレア・フラバーチコバ (Andrea Hlaváčková) （チェコ）
- ドロシー・ホルマン (Dorothy Holman) （イングランド）
- コリー・ホーマン (Korie Homan) （オランダ）
- ヘレン・ホーマンズ (Helen Homans) （アメリカ）
- 本玉真唯 (Mai Hontama) （日本）
- エミリー・フッド・ウェスタコット (Emily Hood Westacott) （オーストラリア）
- ネル・ホール・ホップマン (Nell Hall Hopman) （オーストラリア）
- ヘイゼル・ホッチキス・ワイトマン (Hazel Hotchkiss Wightman) （アメリカ）
- 穂積絵莉 (Eri Hozumi) （日本）
- ルーシー・ハラデツカ (Lucie Hradecká) （チェコ）
- 謝淑薇 (Hsieh Su-Wei) （台湾）
- アンケ・フーバー (Anke Huber) （ドイツ）
- リーゼル・フーバー (Liezel Huber) （南アフリカ → アメリカ）
- ヤネッテ・フサロバ (Janette Husárová) （スロバキア）

## I
- 今西美晴 (Miharu Imanishi) （日本）
- 井上悦子 (Etsuko Inoue) （日本）
- 井上早苗 (Sanae Inoue) （日本）
- 石井さやか (Sayaka Ishii)（日本）
- 石津幸恵 (Sachie Ishizu) （日本）
- 伊藤あおい (Aoi Ito)（日本）
- アナ・イバノビッチ (Ana Ivanović) （セルビア）

## J
- オンス・ジャバー (Ons Jabeur) （チュニジア）
- ヘレン・ジェイコブス (Helen Jacobs) （アメリカ）
- アンドレア・イエガー (Andrea Jaeger) （アメリカ）
- エレナ・ヤンコビッチ (Jelena Janković) （セルビア）
- ミマ・ヤウソベッツ (Mima Jaušovec) （ユーゴスラビア → スロベニア）
- ヤドヴィガ・イェンジェヨフスカ (Jadwiga Jędrzejowska) （ポーランド）
- マリオン・ジョーンズ (Marion Jones) （アメリカ）
- バーバラ・ジョーダン (Barbara Jordan) （アメリカ）
- キャシー・ジョーダン (Kathy Jordan) （アメリカ）
- ボヤナ・ヨバノフスキ (Bojana Jovanovski) （セルビア）

## K
- 上地結衣 (Yui Kamiji) （日本）
- 神尾米 (Yone Kamio) （日本）
- 加茂幸子 (Sachiko Kamo) （日本）
- カイア・カネピ (Kaia Kanepi) （エストニア）
- アニコ・カプロス (Anikó Kapros) （ハンガリー）
- セシル・カラタンチェワ (Sesil Karatantcheva) （ブルガリア  ←→ カザフスタン）
- ダリア・カサトキナ (Daria Kasatkina) （ロシア）
- 加藤未唯 (Miyu Kato) （日本）
- ヘレン・ケレシ (Helen Kelesi) （カナダ）
- ソフィア・ケニン (Sofia Kenin) （アメリカ）
- アンゲリク・ケルバー (Angelique Kerber) （ドイツ）
- マディソン・キーズ (Madison Keys) （アメリカ）
- 木戸脇真也 (Maya Kidowaki) （日本）
- 雉子牟田明子 (Akiko Kijimuta) （日本）
- 雉子牟田直子 (Naoko Kijimuta) （日本）
- ビリー・ジーン・キング (Billie Jean King) （アメリカ）
- フィリス・キング (Phyllis King) （イングランド）
- バニア・キング (Vania King) （アメリカ）
- マリア・キリレンコ (Maria Kirilenko) （ロシア）
- アン清村 (Ann Kiyomura) （アメリカ）
- アリサ・クレイバノワ (Alisa Kleybanova) （ロシア）
- イラナ・クロス (Ilana Kloss) （南アフリカ）
- カリン・クナップ (Karin Knapp) （イタリア）
- クラウディア・コーデ＝キルシュ (Claudia Kohde-Kilsch) （ドイツ）
- アナ・コニュ (Ana Konjuh) （クロアチア）
- ジョアンナ・コンタ (Johanna Konta) （オーストラリア → イギリス）
- アネット・コンタベイト (Anett Kontaveit) （エストニア）
- ドロテア・ケーリング (Dorothea Köring) （ドイツ）
- ジュジャ・ケルメツィ (Zsuzsa Körmöczy) （ハンガリー）
- エレナ・コスタニッチ・トシッチ (Jelena Kostanić Tošić) （クロアチア）
- クララ・クーカロバ (Klára Koukalová) （チェコ）
- アンナ・クルニコワ (Anna Kournikova) （ロシア）
- ダンカ・コビニッチ (Danka Kovinić) （モンテネグロ）
- ミハエラ・クライチェク (Michaëlla Krajicek) （オランダ）
- リナ・クラスノルツカヤ (Lina Krasnoroutskaya) （ロシア）
- バルボラ・クレイチコバ (Barbora Krejčíková) （チェコ）
- アンネ・クレマー (Anne Kremer) （ルクセンブルク）
- アレクサンドラ・クルニッチ (Aleksandra Krunić) （セルビア）
- アーラ・クドゥリャフツェワ (Alla Kudryavtseva) （ロシア）
- 桑田寛子 (Hiroko Kuwata) （日本）
- スベトラーナ・クズネツォワ (Svetlana Kuznetsova) （ロシア）
- ビクトリア・クズモバ (Viktória Kužmová) （スロバキア）
- ペトラ・クビトバ (Petra Kvitová) （チェコ）

## L
- シルビア・ランス・ハーパー (Sylvia Lance Harper) （オーストラリア）
- ヨハンナ・ラーション (Johanna Larsson) （スウェーデン）
- ジャン・レヘイン (Jan Lehane) （オーストラリア）
- ヴァルヴァラ・レプチェンコ (Varvara Lepchenko) （ウズベキスタン → アメリカ）
- スザンヌ・ランラン (Suzanne Lenglen) （フランス）- 競技テニスの先駆者
- 李娜 (Li Na) （中国）
- 李婷 (Li Ting) （中国）
- カタリナ・リンドクイスト (Catarina Lindqvist) （スウェーデン）
- エレーナ・リホフツェワ (Elena Likhovtseva) （ロシア）
- マグダ・リネッテ (Magda Linette) （ポーランド）
- ザビーネ・リシキ (Sabine Lisicki) （ドイツ）
- アニタ・リザナ (Anita Lizana) （チリ）
- ヌリア・リャゴステラ・ビベス (Nuria Llagostera Vives) （スペイン）
- エミリー・ロワ (Émilie Loit) （フランス）
- ミリヤナ・ルチッチ＝バロニ (Mirjana Lučić-Baroni) （クロアチア）

## M
- イバ・マヨリ (Iva Majoli) （クロアチア）
- エカテリーナ・マカロワ (Ekaterina Makarova) （ロシア）
- カテリナ・マレーバ (Katerina Maleeva) （ブルガリア）
- マグダレナ・マレーバ (Magdalena Maleeva) （ブルガリア）
- マニュエラ・マレーバ (Manuela Maleeva) （ブルガリア → スイス）
- モーラ・マロリー (Molla Mallory) （ノルウェー）
- ハナ・マンドリコワ (Hana Mandlíková) （チェコスロバキア）
- ペトラ・マンデュラ (Petra Mandula) （ハンガリー）
- アリス・マーブル (Alice Marble) （アメリカ）
- レジナ・マルシコワ (Regina Maršíková) （チェコスロバキア）
- ペトラ・マルティッチ (Petra Martić) （クロアチア）
- コンチタ・マルティネス (Conchita Martínez) （スペイン）
- マリア・ホセ・マルティネス・サンチェス (María José Martínez Sánchez) （スペイン）
- ヘルガ・マストホフ (Helga Masthoff) （ドイツ）
- シモーヌ・マチュー (Simone Mathieu) （フランス）
- ベサニー・マテック＝サンズ (Bethanie Mattek-Sands) （アメリカ）
- アメリ・モレスモ (Amélie Mauresmo) （フランス）
- マートル・マカティアー (Myrtle McAteer) （アメリカ）
- クリスティナ・マクヘール (Christina McHale) （アメリカ）
- キャスリーン・マッケイン・ゴッドフリー (Kathleen McKane Godfree) （イギリス）
- ウィニフレッド・マクネアー (Winifred McNair) （イギリス）
- キャティ・マクナリー (Caty McNally) （アメリカ）
- ロリ・マクニール (Lori McNeil) （アメリカ）
- レイチェル・マッキラン (Rachel McQuillan) （オーストラリア）
- アナベル・メディナ・ガリゲス (Anabel Medina Garrigues) （スペイン）
- エリーズ・メルテンス (Elise Mertens) （ベルギー）
- フロレンツァ・ミハイ (Florenţa Mihai) （ルーマニア）
- サニア・ミルザ (Sania Mirza) （インド）
- 宮内美澄 (Misumi Miyauchi) （日本）
- 宮城ナナ (Nana Miyagi) （日本）
- 宮城黎子 (Reiko Miyagi) （日本）
- クリスティナ・ムラデノビッチ (Kristina Mladenovic) （フランス）
- マーガレット・モールズワース (Margaret Molesworth) （オーストラリア）- 全豪オープン第1回女子シングルス優勝者
- アリシア・モリク (Alicia Molik) （オーストラリア）
- ドミニク・モナミ (Dominique Monami) （ベルギー）
- エリザベス・ムーア (Elisabeth Moore) （アメリカ）
- コリーナ・モラリュー (Corina Morariu) （アメリカ）
- 森上亜希子 (Akiko Morigami) （日本）
- 森田あゆみ (Ayumi Morita) （日本）
- オルガ・モロゾワ (Olga Morozova) （ソビエト連邦）
- アンジェラ・モーティマー (Angela Mortimer) （イギリス）
- アグネス・モートン (Agnes Morton) （イングランド）
- カロリナ・ムホバ (Karolína Muchován) （チェコ）
- ガルビネ・ムグルサ (Garbiñe Muguruza) （スペイン）
- アナスタシア・ミスキナ (Anastasia Myskina) （ロシア）

## N
- 長塚京子 (Kyoko Nagatsuka) （日本）
- ベッツィ・ナゲルセン (Betsy Nagelsen) （アメリカ）
- ヘンリエッタ・ナギョワ (Henrieta Nagyová) （スロバキア）
- 中村藍子 (Aiko Nakamura) （日本）
- 波形純理 (Junri Namigata) （日本）
- 奈良くるみ (Kurumi Nara) （日本）
- マルチナ・ナブラチロワ (Martina Navrátilová) （チェコスロバキア → アメリカ）
- ラリサ・ネーランド (Larisa Neiland) （ソビエト連邦 → ラトビア）
- モニカ・ニクレスク (Monica Niculescu) （ルーマニア）
- 二宮真琴 (Makoto Ninomiya) （日本）
- カタジナ・ノバク (Katarzyna Nowak) （ポーランド）
- ヤナ・ノボトナ (Jana Novotná) （チェコ）
- ベティ・ナットール (Betty Nuthall) （イギリス）

## O
- 小畑沙織 (Saori Obata) （日本）
- ツィポラ・オブジラー (Tzipora Obziler) （イスラエル）
- 岡川恵美子 (Emiko Okagawa) （日本）
- 岡本久美子 (Kumiko Okamoto) （日本）
- 岡本聖子 (Seiko Okamoto) （日本）
- 大前綾希子 (Akiko Omae) （日本）
- 大前千代子 (Chiyoko Omae) （日本）
- クリス・オニール (Chris O'Neill) （オーストラリア）
- ロミナ・オプランディ (Romina Oprandi) （イタリア → スイス）
- ミリアム・オレマンス (Miriam Oremans) （オランダ）
- 大坂まり (Mari Osaka) （日本）
- 大坂なおみ (Naomi Osaka) （日本）
- マーガレット・オズボーン・デュポン (Margaret Osborne duPont) （アメリカ）
- エレナ・オスタペンコ (Jeļena Ostapenko) （ラトビア）
- メラニー・ウダン (Melanie Oudin) （アメリカ）
- 尾﨑里紗 (Risa Ozaki) （日本）

## P
- サラ・ポールフリー (Sarah Palfrey) （アメリカ）
- エレナ・パンポロバ (Elena Pampoulova) （ブルガリア → ドイツ）
- タミラ・パシェク (Tamira Paszek) （オーストリア）
- バルバラ・パウルス (Barbara Paulus) （オーストリア）
- アナスタシア・パブリュチェンコワ (Anastasia Pavlyuchenkova) （ロシア）
- メルセデス・パス (Mercedes Paz) （アルゼンチン）
- 彭帥 (Peng Shuai) （中国）
- フラビア・ペンネッタ (Flavia Pennetta) （イタリア）
- ベリル・ペンローズ (Beryl Penrose) （オーストラリア）
- タチアナ・ペレビニス (Tatiana Perebiynis) （ウクライナ）
- クセーニャ・ペルバク (Ksenia Pervak) （ロシア ←→ カザフスタン）
- アンドレア・ペトコビッチ (Andrea Petkovic) （ドイツ）
- クベタ・ペシュケ (Květa Peschke) （チェコ）
- ナディア・ペトロワ (Nadia Petrova) （ロシア）
- シャハー・ピアー (Shahar Pe'er) （イスラエル）
- マリー・ピエルス (Mary Pierce) （フランス）
- ツベタナ・ピロンコバ (Tsvetana Pironkova) （ブルガリア）
- カロリナ・プリスコバ (Karolína Plíšková) （チェコ）
- クリスティナ・プリスコバ (Kristýna Plíšková) （チェコ）
- キンバリー・ポー (Kimberly Po) （アメリカ）
- ポーリーン・パルマンティエ (Pauline Parmentier) （フランス）
- バーバラ・ポッター (Barbara Potter) （アメリカ）
- エレーヌ・プレボー (Hélène Prévost) （フランス）
- ニコル・プロビス (Nicole Provis) （オーストラリア）
- モニカ・プイグ (Mónica Puig) （プエルトリコ）
- ユリア・プチンツェワ (Yulia Putintseva) （ロシア → カザフスタン）

## R
- アグニエシュカ・ラドワンスカ (Agnieszka Radwańska) （ポーランド）
- ウルシュラ・ラドワンスカ (Urszula Radwańska) （ポーランド）
- ヨラ・ラミレス (Yola Ramírez) （メキシコ）
- ダリー・ランドリアンテフィー (Dally Randriantefy) （マダガスカル）
- リサ・レイモンド (Lisa Raymond) （アメリカ）
- ビルジニ・ラザノ (Virginie Razzano) （フランス）
- ラファエラ・レジ (Raffaella Reggi) （イタリア）
- ステファニー・レイヒ (Stephanie Rehe) （アメリカ）
- ケリー・レイド (Kerry Reid) （オーストラリア）
- キャンディ・レイノルズ (Candy Reynolds) （アメリカ）
- サンドラ・レイノルズ (Sandra Reynolds) （南アフリカ）
- アラバン・レザイ (Aravane Rezaï) （フランス）
- レナ・ライス (Lena Rice) （アイルランド）
- ナンシー・リッチー (Nancy Richey) （アメリカ）
- キャシー・リナルディ (Kathy Rinaldi) （アメリカ）
- アリソン・リスク (Alison Riske) （アメリカ）
- ミュリエル・ロブ (Muriel Robb) （イングランド）
- ローラ・ロブソン (Laura Robson) （イギリス）
- アナスタシア・ロディオノワ (Anastasia Rodionova) （ロシア → オーストラリア）
- シェルビー・ロジャース (Shelby Rogers) （アメリカ）
- エレン・ルーズベルト (Ellen Roosevelt) （アメリカ）
- グレース・ルーズベルト (Grace Roosevelt) （アメリカ）
- ドロシー・ラウンド (Dorothy Round) （イギリス）
- ビルヒニア・ルアノ・パスクアル (Virginia Ruano Pascual) （スペイン）
- チャンダ・ルビン (Chanda Rubin) （アメリカ）
- アランツァ・ルス (Arantxa Rus) （オランダ）
- バージニア・ルジッチ (Virginia Ruzici) （ルーマニア）
- ヘドヴィガ・ローゼンバウモワ (Hedwiga Rosenbaumová) （ボヘミア）
- エリザベス・ライアン (Elizabeth Ryan) （アメリカ）
- エレーナ・リバキナ (Elena Rybakina) （ロシア → カザフスタン）
- マグダレナ・リバリコバ (Magdaléna Rybáriková) （スロバキア）

## S
- アリーナ・サバレンカ (Aryna Sabalenka) （ベラルーシ）
- ガブリエラ・サバティーニ (Gabriela Sabatini) （アルゼンチン）
- 佐伯美穂 (Miho Saeki) （日本）
- ルーシー・サファロバ (Lucie Šafářová) （チェコ）
- ディナラ・サフィナ (Dinara Safina) （ロシア）
- 齋藤咲良 (Sara Saito) （日本）
- マリア・サッカリ (Maria Sakkari) （ギリシャ）
- アランチャ・サンチェス・ビカリオ (Arantxa Sánchez Vicario) （スペイン）
- マラ・サンタンジェロ (Mara Santangelo) （イタリア）
- アリャクサンドラ・サスノビッチ (Aliaksandra Sasnovich) （ベラルーシ）
- 佐藤直子 (Naoko Sato) （日本）
- 沢松順子 (Junko Sawamatsu) （日本）
- 沢松和子 (Kazuko Sawamatsu) （日本）
- 沢松奈生子 (Naoko Sawamatsu) （日本）
- 澤柳璃子 (Riko Sawayanagi) （日本）
- シャネル・シェパーズ (Chanelle Scheepers) （南アフリカ）
- バルバラ・シェット (Barbara Schett) （オーストリア）
- フランチェスカ・スキアボーネ (Francesca Schiavone) （イタリア）
- アンナ・カロリナ・シュミエドロバ (Anna Karolína Schmiedlová) （スロバキア）
- パティ・シュナイダー (Patty Schnyder) （スイス）
- ブレンダ・シュルツ＝マッカーシー (Brenda Schultz-McCarthy) （オランダ）
- マーガレット・スクリブン (Margaret Scriven) （イングランド）
- エレオノラ・シアーズ (Eleonora Sears) （アメリカ）
- イブリン・シアーズ (Evelyn Sears) （アメリカ）
- モニカ・セレシュ (Monica Seles) （ユーゴスラビア → アメリカ）
- 瀬間詠里花 (Erika Sema) （日本）
- 瀬間友里加 (Yurika Sema) （日本）
- イペク・セノグル (İpek Şenoğlu) （トルコ）
- ミラグロス・セケラ (Milagros Sequera) （ベネズエラ）
- マギ・セルナ (Magüi Serna) （スペイン）
- アナスタシヤ・セバストワ (Anastasija Sevastova) （ラトビア）
- セリマ・スファー (Selima Sfar) （チュニジア）
- マリア・シャラポワ (Maria Sharapova) （ロシア）
- メガン・ショーネシー (Meghann Shaughnessy) （アメリカ）
- ドロシー・シェパード＝バロン (Dorothy Shepherd-Barron) （イングランド）
- 柴原瑛菜 (Ena Shibahara) （アメリカ → 日本）
- 清水綾乃 (Ayano Shimizu) （日本）
- パム・シュライバー (Pam Shriver) （アメリカ）
- ヤロスラワ・シュウェドワ (Yaroslava Shvedova) （ロシア → カザフスタン）
- ラウラ・シグムント (Laura Siegemund) （ドイツ）
- カテリナ・シニアコバ (Kateřina Siniaková) （チェコ）
- アンナ・スマシュノワ (Anna Smashnova) （イスラエル）
- アン・スミス (Anne Smith) （アメリカ）
- エリザベス・スマイリー (Elizabeth Smylie) （オーストラリア）
- シルビア・ソレル＝エスピノサ (Sílvia Soler-Espinosa) （スペイン）
- 園部八奏 (Wakana Sonobe) （日本）
- サラ・ソリベス・トルモ (Sara Sorribes Tormo) （スペイン）
- ヒルデ・スパーリング (Hilde Sperling) （ドイツ）
- イリナ・スピールリア (Irina Spîrlea) （ルーマニア）
- カタリナ・スレボトニク (Katarina Srebotnik) （スロベニア）
- ケイ・スタマーズ (Kay Stammers) （イングランド）
- スローン・スティーブンス (Sloane Stephens) （アメリカ）
- アレクサンドラ・スティーブンソン (Alexandra Stevenson) （アメリカ）
- サマンサ・ストーサー (Samantha Stosur) （オーストラリア）
- ベティ・ストーブ (Betty Stöve) （オランダ）
- バルボラ・ストリコバ (Barbora Strýcová) （チェコ）
- レネ・スタブス (Rennae Stubbs) （オーストラリア）
- パオラ・スアレス (Paola Suárez) （アルゼンチン）
- マルチナ・スーハ (Martina Suchá) （スロバキア）
- カルラ・スアレス・ナバロ (Carla Suárez Navarro) （スペイン）
- 杉山愛 (Ai Sugiyama) （日本）
- ヘレナ・スコバ (Helena Suková) （チェコスロバキア）
- ベラ・スコバ (Věra Suková) （チェコスロバキア）
- 孫甜甜 (Sun TianTian) （中国）
- カレン・サスマン (Karen Susman) （アメリカ）
- メイ・サットン (May Sutton) （アメリカ）
- エリナ・スビトリナ (Elina Svitolina) （ウクライナ）
- イガ・シフィオンテク (Iga Świątek) （ポーランド）
- アグネシュ・サバイ (Ágnes Szávay) （ハンガリー）
- カロリナ・スプレム (Karolina Šprem) （クロアチア）

## T
- 高岸知代 (Tomoyo Takagishi) （日本）
- 高雄恵利加 (Erika Takao) （日本）
- タマリネ・タナスガーン (Tamarine Tanasugarn) （タイ）
- カトリーヌ・タンビエ (Catherine Tanvier) （フランス）
- パトリシア・タラビーニ (Patricia Tarabini) （アルゼンチン）
- エレナ・タタルコワ (Elena Tatarkova) （ウクライナ）
- アンナ・タチシビリ (Anna Tatishvili) （ジョージア → アメリカ）
- 辻佳奈美 (Kanami Tuji) （日本）
- ナタリー・トージア (Nathalie Tauziat) （フランス）
- パム・ティーガーデン (Pam Teeguarden) （アメリカ）
- ジュディ・テガート (Judy Tegart) （オーストラリア）
- アンドレア・テメシュバリ (Andrea Temesvari) （ハンガリー）
- アリーン・テリー (Aline Terry) （アメリカ）
- サンドリーヌ・テスチュ (Sandrine Testud) （フランス）
- エセル・トムソン・ラーコム (Ethel Thomson Larcombe) （イングランド）
- レナータ・トマノワ (Renata Tomanová) （チェコスロバキア）
- アイラ・トムリャノビッチ (Ajla Tomljanović) （クロアチア → オーストラリア）
- バーサ・タウンゼント (Bertha Townsend) （アメリカ）
- クリスティン・トルーマン (Christine Truman) （イギリス）
- レシア・ツレンコ (Lesia Tsurenko) （ウクライナ）
- アグネス・タッキー (Agnes Tuckey) （イングランド）
- イロダ・ツルヤガノワ (Iroda Tulyaganova) （ウズベキスタン）
- ウェンディ・ターンブル (Wendy Turnbull) （オーストラリア）
- レスリー・ターナー (Lesley Turner) （オーストラリア）

## U
- 内島萌夏 (Moyuka Uchijima) （日本）

## V
- アリソン・バン・アイトバンク (Alison Van Uytvanck) （ベルギー）
- ミロスラヴァ・ヴァヴリネック (Miroslava Vavrinec) （スイス）
- ニコル・バイディソバ (Nicole Vaidišová) （チェコ）
- ユリア・バクレンコ (Julia Vakulenko) （ウクライナ → スペイン）
- ルチア・バレリオ (Lucia Valerio) （イタリア）
- ココ・バンダウェイ (Coco Vandeweghe) （アメリカ）
- ドナ・ベキッチ (Donna Vekić) （クロアチア）
- マリア・ベント＝カブチ (Maria Vento-Kabchi) （ベネズエラ）
- エステル・フェルヘール (Esther Vergeer) （オランダ）
- エレーナ・ベスニナ (Elena Vesnina) （ロシア）
- ナタリア・ビクリャンチェワ (Natalia Vikhlyantseva) （ロシア）
- ロベルタ・ビンチ (Roberta Vinci) （イタリア）
- ジュリー・ブラスト (Julie Vlasto) （フランス）
- シュテファニー・フェーゲレ (Stefanie Vögele) （スイス）
- マルケタ・ボンドロウソバ (Markéta Vondroušová) （チェコ）
- ガリナ・ボスコボワ (Galina Voskoboeva) （ロシア → カザフスタン）

## W
- バージニア・ウェード (Virginia Wade) （イギリス）
- マリー・ワーグナー (Marie Wagner) （アメリカ）
- シャロン・ウォルシュ (Sharon Walsh) （アメリカ）
- 王薔 (Wang Qiang) （中国）
- 王雅繁 (Wang Yafan) （中国）
- ヘザー・ワトソン (Heather Watson) （イギリス）
- リリアン・ワトソン (Lillian Watson) （イングランド）
- モード・ワトソン (Maud Watson) （イングランド）- ウィンブルドン第1回女子シングルス優勝者
- ロビン・ホワイト (Robin White) （アメリカ）
- パム・ホワイトクロス (Pam Whytcross) （オーストラリア）
- ヤニナ・ウィックマイヤー (Yanina Wickmayer) （ベルギー）
- アンジェリク・ウィジャヤ (Angelique Widjaja) （インドネシア）
- セリーナ・ウィリアムズ (Serena Williams) （アメリカ）
- ビーナス・ウィリアムズ (Venus Williams) （アメリカ）
- ヘレン・ウィルス・ムーディ (Helen Wills Moody) （アメリカ）
- カリナ・ビットヘフト (Carina Witthöft) （ドイツ）
- キャロライン・ウォズニアッキ (Caroline Wozniacki) （デンマーク）
- アレクサンドラ・ウォズニアク (Aleksandra Wozniak) （カナダ）
- ナンシー・ウィン・ボルトン (Nancye Wynne Bolton) （オーストラリア）

## Y
- 晏紫 (Yan Zi) （中国）
- 八筬美恵 (Mie Yaosa) （日本）
- ダヤナ・ヤストレムスカ (Dayana Yastremska) （ウクライナ）
- 米村知子 (Tomoko Yonemura) （日本）
- 吉田友佳 (Yuka Yoshida) （日本）

## Z
- 張帥 (Zhang Shuai) （中国）
- 鄭賽賽 (Zheng Saisai) （中国）
- 鄭潔 (Zheng Jie) （中国）
- ファビオラ・スルアガ (Fabiola Zuluaga) （コロンビア）
- ナターシャ・ズベレワ (Natasha Zvereva) （ソビエト連邦 → ベラルーシ）
- ベラ・ズボナレワ (Vera Zvonareva) （ロシア）